# كيد روك
روبرت جيمس ريتشي (بالإنجليزية: Kid Rock)‏ المعروف بكيد روك (ولد في 17 يناير 1971) هو موسيقي وممثل وومغن مؤلف ومغن راب أمريكي.

## وصلات خارجية
- كيد روك على موقع IMDb (الإنجليزية)
- كيد روك على موقع ميوزك برينز (الإنجليزية)
- كيد روك على موقع رولينغ ستون (الإنجليزية)
- كيد روك على موقع إن إن دي بي (الإنجليزية)
- كيد روك على موقع أول ميوزيك (الإنجليزية)
- كيد روك على موقع ديسكوغز (الإنجليزية)
- كيد روك على موقع قاعدة بيانات الفيلم (الإنجليزية)
- كيد روك على موقع دبليو دبليو إي (الإنجليزية)
- كيد روك على موقع قاعدة بيانات المصارعة على الإنترنت (الإنجليزية)

- الموقع الرسمي
- كيد بروك في قاعدة بيانات الأفلام على الإنترنت